# اوگنی کراسلینکوف
اوگنی کراسلینکوف (روسی: Евгений Витальевич Красильников؛ ۷ آوریل ۱۹۶۵ – ۶ مارس ۲۰۱۴) بازیکن والیبال اهل روسیه بود.